# Université de Bielefeld
 (mai 2022).
L'université de Bielefeld est une université allemande, située à Bielefeld, en Westphalie du Nord. Elle est notamment chargée du développement du moteur de recherche BASE.

## Organisation
L'université de Bielefeld est composée de 13 facultés.

## Personnalités liées à l'université

### Professeurs
- Achim Müller, chimie
- Norbert Elias, sociologie
- Georg Elwert, sociologie
- Thomas Bierschenk, sociologie